# Castello di Miano
Il castello di Miano era un maniero medievale, che sorgeva a Miano, piccola frazione di Medesano, in provincia di Parma.

## Storia
La prima testimonianza dell'esistenza di una fortificazione a Miano risale al 1189, quando l'imperatore del Sacro Romano Impero Federico Barbarossa la assegnò al marchese Oberto I Pallavicino.
Nel 1249 l'imperatore Federico II di Svevia confermò l'investitura al marchese Oberto II Pallavicino, che nel 1267 fu costretto ad abbandonare il castello nelle mani dei guelfi parmigiani. Nel 1297 il Comune di Parma stabilì di non ricostruire più alcuna fortificazione a Miano.
Nel 1360 il marchese Oberto Pallavicino ottenne la restituzione del feudo di Miano e di numerosi altri nel Parmense, dei quali fu investito dall'imperatore Carlo IV di Lussemburgo.
Nell'ottobre del 1427 Pietro de' Rossi attaccò il castello, appartenente a Rolando il Magnifico, e, dopo averlo depredato e averne arrestato gli occupanti, lo diede alle fiamme, distruggendolo definitivamente e abbandonandolo; gli abitanti di Miano furono portati nel vicino castello di Sant'Andrea, ma agli inizi dell'anno successivo aprirono le porte del maniero al marchese Pallavicino, che lo occupò, rientrando in tal modo in possesso anche di Miano.
Tuttavia, nel 1441 Niccolò Piccinino convinse Filippo Maria Visconti del tradimento di Rolando e si fece incaricare di conquistarne lo Stato Pallavicino; il Marchese fu costretto alla fuga e tutte le sue proprietà furono incamerate dal Duca di Milano, che nel 1442 assegnò al condottiero il feudo di Miano e numerosi altri nel Parmense, tra cui Solignano, Sant'Andrea, Taro, Varano Marchesi, Banzola, Visiano, Cella, Tabiano, Monte Manulo, Bargone, Gallinella, Felegara e Monte Palerio.
Miano rimase per anni conteso tra i Rossi e i Pallavicino. Nel 1449, in seguito alla presa del potere da parte di Francesco Sforza, Pier Maria II de' Rossi attaccò il castello di Sant'Andrea, da cui dipendeva Miano, e se ne rimpossessò, ricevendone l'investitura da parte del Duca di Milano.
Nel 1457, alla morte di Rolando il Magnifico, Miano fu invece assegnato, unitamente ai castelli di Castelguelfo, Gallinella e Varano Marchesi, al figlio primogenito Niccolò Pallavicino, che ne fu investito da parte di Francesco Sforza.
Nel testamento del 1464 redatto da Pier Maria II de' Rossi, il feudo di Miano fu destinato al figlio Guido, insieme ai castelli di Felino, San Secondo, Bardone, Neviano de' Rossi, Carona, Segalara, Roccalanzona, Taro e Sant'Andrea.
Nel XVIII secolo Miano fu assegnato ai Sanvitale, che ne mantennero i diritti fino all'abolizione del feudalismo sancita da Napoleone per il ducato di Parma e Piacenza nel 1805.
I ruderi del castello rimasero visibili fino al 1869, quando le ultime pietre furono utilizzate per la costruzione della nuova chiesa di San Nicolò.